# Кульбак, Виктор Алексеевич
Виктор Алексеевич Кульбак (род. 12 марта 1946, Москва) — французский художник русского происхождения.

## Биография
Виктор Кульбак был вторым ребёнком в семье. Отец был военным летчиком, мать занималась детьми и домом. Именно она первая обратила внимание на любовь Виктора к рисованию и в один прекрасный день отвела его в школу при Академии Художеств, которая находилась по соседству, на Кропоткинской улице. Просмотрев работы и поговорив с мальчиком, директор предложил ему начать занятия с завтрашнего дня. Кульбак проучился в этой школе четыре года и до сих пор с благодарностью вспоминает о ней: «Нас учили ремеслу. Преподаватели у нас были из Академии Художеств, и методы обучения самые классические. От нас требовали только одного — точности. Это мне очень нравилось, и я учился с удовольствием. Лучшие работы регулярно вывешивались в специальной витрине на улице. Когда впервые там оказался мой рисунок, я был страшно горд и даже привел маму с сестрой, чтобы и они порадовались моим успехам. Можете представить их ужас, когда они увидели, что витрина разбита и мой рисунок — единственный из выставленных! — похищен. Я же, наоборот, был счастлив: это ведь был мой первый профессиональный успех».
Завершив учение в художественной и в средней школах, Кульбак, понимая недостаточность школьного образования и следуя примеру старых мастеров, стал искать себе наставника. Посетив множество мастерских, он остановил свой выбор на одном из известных в ту пору художников, который показался ему наиболее интересным. Учение продолжалось недолго: в первый же день Кульбак с мэтром разругался и в гневе покинул студию. Причина была очень простая: мэтр учил своему стилю, своим эстетическим принципам, своему видению, а вовсе не тайнам ремесла, которыми сам владел в совершенстве. После этого случая Кульбак принимает самое, может быть, важное решение в своей жизни: учиться у старых мастеров, изучать их технику, анализировать эстетические принципы, пристально вглядываться в детали. Как и все начинающие художники он испытал различные влияния: Ван Гога, Сезана, Брейгеля… Но все это в конце концов закончилось обращением к периоду Возрождения: Леонардо да Винчи, Микеланджело, Дюрер, Ван Эйк, Меммлинг — вот настоящие учителя Кульбака. И здесь нужно говорить уже не о влиянии, а о преемственности, о продолжении традиции.
Присущие Кульбаку вспыльчивость и непримиримость, которые он неоднократно выказывал ещё в школьные годы не могли не привести к конфликту с советской действительностью. То, что для Кульбака было важным и ценным, не укладывалось в скучные каноны официального искусства. И он, как и многие его современники, которых впоследствии стали называть художниками-нонконформистами, вынужден был зарабатывать на жизнь оформлением книг и иллюстрированных журналов, а над тем, что по-настоящему его интересовало, работал тайно, показывая работы лишь в узком кругу друзей. Власти же прикармливали только послушных, а несговорчивым и гордым приходилось туго. Даже материалы для работы (краски, кисти, холсты, карандаши) хорошего качества могли покупать только члены Союза художников в специальном ларьке, а все остальные «отоваривались» в магазинах для простого народа. Однажды Кульбак зашёл в одно из таких заведений, чтобы купить зелёную краску. Продавщица посмотрела на него с нескрываемым удивлением: «Ишь чего захотел, лето на дворе, сейчас все зелень рисуют». «Значит, зимой у вас белой краски не будет?» — мрачно пошутил художник.
Чтобы вступить в Союз художников, нужно было принять участие в двух официальных выставках. Отборочные комиссии, состоящие из партийных чиновников и правоверных художников, строго следили за тем, чтобы никаких отклонений от эстетических принципов социалистического реализма не было и преграждали дорогу каждому, кто пытался на эти прнципы посягнуть.
Но вот в начале семидесятых годов, учитывая нарастающее в среде художественной молодёжи недовольство, власти пошли на такой шаг: начинающему художнику позволяли сделать выставку в каком-нибудь закрытом учреждении (например, Институте физики Академии Наук), куда без специального разрешения попасть было невозможно, и устраивали там обсуждение его работ. Разумеется, ситуацию контролировали представители КГБ и партком. Таких выставок у Кульбака было две, и обе они были запрещены и закрыты всего через два часа после начала по приказу свыше.
В 1975 году Виктор Кульбак покинул Советский Союз. Шесть месяцев он прожил в Вене. Он и там пытался работать, но главным его занятием было посещение музеев. Вена — рай для художника: Музей истории искусства, Академия, Альбертина, Музей современного искусства — он проводил там целые дни. Однажды он как бы оцепенел перед одной из картин Брейгеля. Время остановилось, внешний мир перестал существовать. Из бессознательного состояния его вывел смотритель: музей закрывался. Кульбак очень удивился: когда он вошёл в музей, было всего 11 часов утра. Он взглянул в окно: на улице уже зажгли фонари, смеркалось… Как он узнал позже, он пережил феномен, известный современной медицине под названием «синдром Стендаля». Этот синдром носит имя писателя, так как именно он впервые описал его в 1817 в книге «Неаполь и Флоренция: путешествие из Милана в Реджио».
Перед отъездом из Советского Союза Кульбаку, с помощью друзей, удалось переправить свои картины в Швецию. И вот, наконец, из Стокгольма пришло приглашение от одной известной галереи. переезжает в Швецию и проводит там около года. За это время с успехом проходят четыре его персональные выставки в Скандинавии: Хельсинфорг, Стокгольм, Мальмё, Осло. В 1976 году Кульбак переезжает в Париж. С тех пор состоялось 25 его персональных выставок: Франция, Италия, Япония, Канада, Бельгия, Соединенные Штаты Америки, Великобритания, Германия, Мальта. Его работы демонстрировались также на большом количестве коллективных выставок и салонов, среди которых важно отметить «La Biennale di Venezia» (недоступная ссылка) (Венеция, Италия,1977), «Grands et Jeunes d’aujourd’hui» (Париж, Франция, 1974—1984), «Silver Point in America» (Флорида, Арканзас, Массачусетс, США, 1982), «Art Albertina»  (Вена,Австрия, 2009).
С 2000 года Кульбак живёт и работает на Мальте.

## Творчество
В творчестве Кульбака можно условно выделить несколько периодов:
- московский, во время которого художник пробует себя во всех жанрах, во всех техниках, во всех стилях:

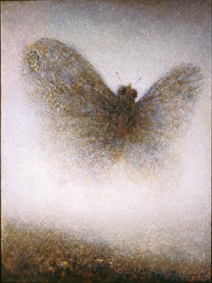
Бабочка (1971)
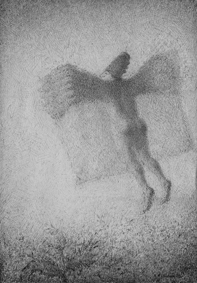
Икар (1972)
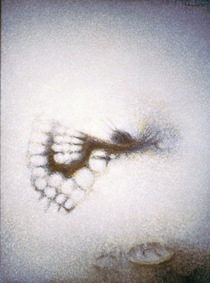
Механическая бабочка (1973)
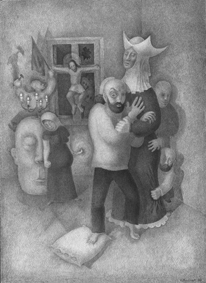
Праздник (1970)

- стокгольмский и ранний парижский который можно назвать сюрреалистическим:

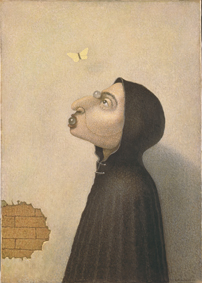
В созерцании (1977)
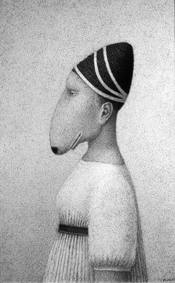
Метаморфозы (1977)
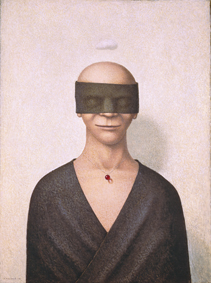
Медитация (1978)
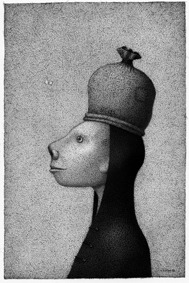
Путешественник (1977)

- второй парижский, во время которого художник создал немало «сюжетных» работ:

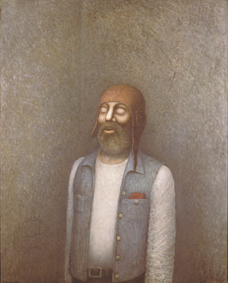
Пилот (1986)
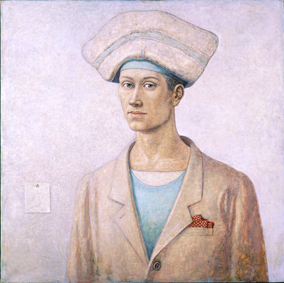
Он сделал все, что мог, но все ещё в одиночестве (1987)
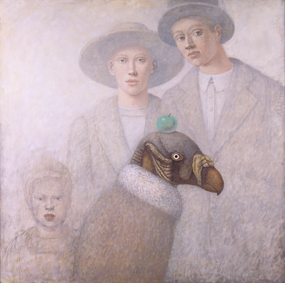
Судьба (1987)
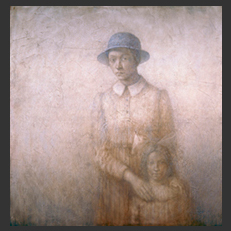
Говорят, что её отец был злым (1985)

- период творческой зрелости:

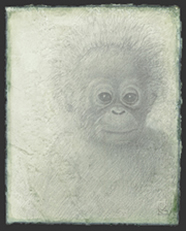
Зелёная обезьяна (2004)
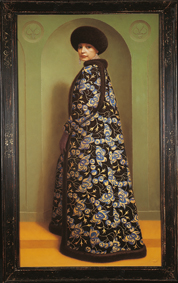
Портрет (2001)
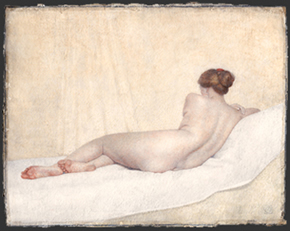
Обнаженная n° 4 (2006)
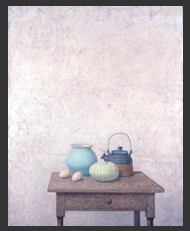
Натюрморт (1987)

Кульбак работает в самых разнообразных техниках: масло, гуашь, акварель, сухая игла, карандаш, тушь, серебряная игла. Он пользуется рецептами мастеров Возрождения, приспосабливая их к своей эстетической концепции. Одно время он даже сам изготавливал кисти и бумагу в своем ателье.
При всем стилистическом, тематическом и техническом разнообразии работы Кульбака всех периодов объединяет скупость технических средств и богатство внутреннего мира изображаемых объектов. То, каким образом художнику удается совместить эти, на первый взгляд, противоположные черты и достичь гармонии,- его тайна. На фоне его коллег-современников он остается уникальным явлением, и это было лаконично сформулировано одним коллекционером: «Kульбак не принадлежит к современному искусству: он умеет рисовать» .
«Эпоха Возрождения в нашей цивилизации,- говорит Виктор Кульбак, — занимает исключительное место. Изображая человека, художник того времени изображал в нём Бога, и справиться с этой задачей мог только профессионал. Никогда — ни до, ни после — ремесло художника не поднималось на такую высоту. История искусства последующих периодов — это история сползания с Олимпа. Бог постепенно вытесняется человеком, и процесс заканчивается тем, что объектом становится сам художник со всем, что ему присуще: головными болями, несварением желудка, радикулитом… Красота, через которую Создатель общается с нами в этом мире, больше художника не интересует. Центр мироздания — он сам, центр философского интереса — прыщ на его теле, и этот феномен объясняют сотни и тысячи страниц псевдо-философской зауми. Самопровозглашенный артист без ремесла и таланта, торговец картинами без угрызений совести и коллекционер без вкуса — вот кто сегодня доминирует на так называемом артистическом рынке. Фабрики, на которых подмастерья наклеивают на холст полоски цветной бумаги, а художник только ставит своё имя на эти шедевры воздушные шарики в форме розовых сердечек, баночки с экскрементами артиста, — как дошли мы до жизни такой?
Ученику дают в руки кисть и говорят: самовыражайся. Кому пришла бы в голову идея посадить его перед фортепьяно и сказать: самовыражайся. Почему это кажется абсурдным в случае с фортепьяно и не кажется в случае с кистью?
Конечно, для того, чтобы сделать из ребенка настоящего художника, нужно сначала научить его отличать красивое от уродливого, научить владеть материалом, превращая даже его недостатки в достоинства, научить технике. Для этого, разумеется, нужны годы упорной и тяжелой работы. Но если мы не начнем этого делать сегодня, будущее нашего мира представляется мне мрачным. Отказываясь от красоты, мы отказываемся от цивилизации. Не знаю, спасётся ли мир красотой, но выжить без неё он не сможет.»

## Персональные выставки
1975 Sweden, Helsinborg, Briiska Galleriet
1976 Sweden, Stockholm, Grafikhuser Futura
1976 Sweden, Malmo, Galerie Leger
1976 Norway, Oslo, Galerie 27
1976 France, Paris, Galerie Etienne de Causans
1977 France, Paris, Galerie Etienne de Causans
1980 Japan, Tokyo, Galerie Takeishi
1981 France, Paris, Galerie Isy Brachot
1982 Canada, Toronto, Lavrov-Tannenbaum Gallery
1983 Belgium, Brussels, Galerie Isy Brachot
1984 France, Paris, Galerie Isy Brachot
1985 Japan, Tokyo, Isetan Gallery
1986 Italy, Rome, Studio S
1986 U.S.A., New York, Leslie Cecil Gallery
1987 Japan, Tokyo, Isetan Gallery
1988 U.S.A., New York, Leslie Cecil Gallery
1997 France, Paris, Cité des Arts
1999 U.S.A., Arkansas, Little Rock, Arkansas Arts Center
2000 U.S.A., New York, Beadleston Gallery
2000 U.S.A., Los Angeles, Jan Baum Gallery
2001 France, Paris, Musée de la Chasse et de la Nature
2002 U.S.A., New York, Beadleston Gallery
2002 Malta, La Valetta, National Museum of Fine Art
2004 U.S.A., New York, W.M. Brady & Co
2005 Great Britain, London, Portland Gallery
2007 U.S.A., New York, W.M. Brady & Co
2008 Great Britain, London, Portland Gallery
2009 Malta, La Valetta, National Museum of Fine Art
2009 Germany, Frankfurt am Main, Nathalia Laue Galerie & Edition

## Групповые выставки
- 1976 France, Paris, Salon des Réalités Nouvelles
- 1976 R.F.A., Esslingen a.N., Kunstverein, «Nonkonformistichse russische Maler»
- 1976 France, Paris, Palais des Congrès, «La peinture russe contemporaine»
- 1977 Great Britain, London Institut of Contemporary Art, «Unofficial Russian Painters»
- 1977 Austria, Vienna, «Février russe»
- 1977 U.S.A., Washington, «Washington International Art Fair»
- 1977 Great Britain, London, Fisher Fine Art Limited, «The Figurative Approach 2»
- 1977 Italy, Venice, «La Biennale di Venezia»
- 1978 Japan, Tokyo, Musée d’Art Moderne
- 1979 Belgium, Brussels, Galerie Isy Brachot
- 1979 Germany, Munich, «Grafeling»
- 1979 France, Paris, Gallerie Bellint, «Les russes à Paris»
- 1980 Suisse, Lausanne, «Peintres russes»
- 1977—1984 France, Paris, Grand Palais, «Grands et Jeunes d’aujourd’hui»
- 1982 U.S.A., New York, «Bilan de l’Art Contemporain»
- 1982 U.S.A., Florida, Palm Beach, Norton Gallery
- 1982 U.S.A., Florida,Pensacola Museum of Art, «Silver Point in America»
- 1982 U.S.A., Arkansas, Little Rock, Arkansas Arts Center
- 1982 U.S.A., Massachusetts, Springfield, Museum of Fine Art
- 1984 Canada, Québec, «Bilan de l’Art Contemporain»
- 1988 U.S.A., Pittsburgh, Carnegie Mellon University
- 2000 U.S.A., Los Angeles, Jan Baum Gallery
- 2006 Germany, Bad Frankenhausen, Panorama Museum
- 2006 U.S.A., Savannah Georgia, Telfair Museum of Art
- 2008 Great Britain, London, Art London
- 2009 Austria, Vienna, Art Albertina
- 2010 Born in USSR made in France, Paris, France

## Основная библиография

### Статьи
- Art & Antiques Novembre 1988  (недоступная ссылка)
- New York Times 23.12.1988  (недоступная ссылка)
- La Croix 16.02.1997  (недоступная ссылка)
- Daily News 12.05.2000  (недоступная ссылка)
- Le Journal du Dimanche 04.11.2001  (недоступная ссылка)
- Jour de Chasse Automne 2001  (недоступная ссылка)
- Portland Gallery Press Release  (недоступная ссылка)
- Var Matin 10.02.2010  (недоступная ссылка)
- La Provence 12.02.2010  (недоступная ссылка)

### Книги
- René Huyghe, Les signes du temps et l’Art moderne, Flammarion,1985
- Gérard Xuriguera, Les Figurations, Editions Mayer,1985
- S.Bazin, P.Nicolas, Pointe d’argent, Groupe Bazin
- Nicolas Bokov, Or d’Automne et Pointe d’Argent. Conversations avec Victor Koulbak, Les éditions Noir sur Blanc
- Николай Боков, Золотая осень и серебряная игла. Новый журнал, 2008, N° 250
  - , 251
  - , 252
  - , 253